# Deltoïde de Steiner
La deltoïde de Steiner d'un triangle est une deltoïde définie par le théorème suivant (1856) dû à Jakob Steiner en 1857 (1796-1863) : 
Théorème — L'enveloppe des droites de Simson d'un triangle est une deltoïde.

La deltoïde de Steiner d'un triangle : c'est l'enveloppe (en bleu) des droites de Simson (en rouge) du triangle ABC.

La deltoïde de Steiner d'un triangle a les propriétés suivantes :

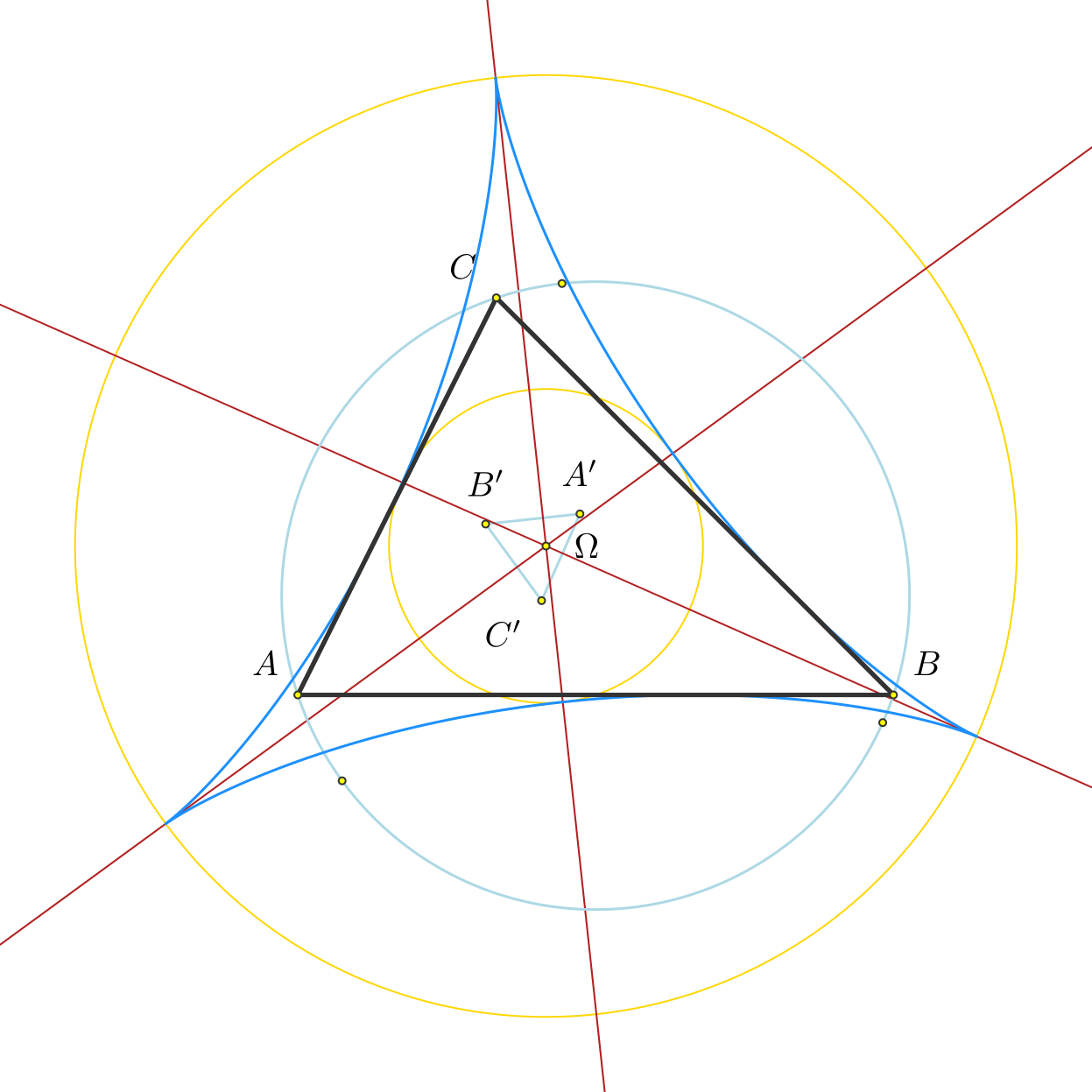
Hypocycloïde de Steiner, cercle d'Euler et triangle de Morley.

- le centre de la deltoïde de Steiner est celui du cercle d'Euler.
- le cercle inscrit à la deltoïde de Steiner est le cercle d'Euler du triangle. Son rayon est donc égal à la moitié du rayon R du cercle circonscrit au triangle.
- le cercle circonscrit à la deltoïde de Steiner, appelé premier cercle de Steiner, a pour rayon {\displaystyle {\frac {3R}{2}}}.
- la deltoïde de Steiner est tangente aux trois côtés du triangle, et les points de contact sont symétriques des pieds des hauteurs par rapport aux milieux des côtés.
- la deltoïde de Steiner est tangente aux trois hauteurs du triangle, et les points de contact sont symétriques des pieds des hauteurs par rapport aux milieux des segments joignant l'orthocentre aux sommets.
- Orientation de la deltoïde de Steiner :
  - Les points de rebroussement de la deltoïde de Steiner forment un triangle équilatéral dont les côtés sont parallèles à ceux du triangle de Morley.
  - Les deux triangles équilatéraux ont des orientations opposées.
  - Le côté B'C' du triangle de Morley situé le plus près du sommet A fait avec le côté BC du triangle de départ un angle égal à {\displaystyle {\frac {({\widehat {C}}-{\widehat {B}})}{3}}}.

## Sources et liens externes
- (en) Illustration de la relation entre la deltoïde de Steiner et le triangle de Morley : . En pointant le point jaune sur le cercle circonscrit, on peut le déplacer et faire ainsi varier la droite de Simson correspondante. En pointant un sommet, on peut le déplacer et faire ainsi varier la figure à volonté.
- J. Lemaire, Hypocycloïdes et épicycloïdes, avec une préface de Maurice d'Ocagne, Librairie Vuibert, 1929 ; nouveau tirage, Librairie scientifique et technique Albert Blanchard, 1967.
- Jean-Denis Eiden, Géométrie analytique classique, Calvage & Mounet, 2009,  (ISBN 978-2-91-635208-4)
- (en) Eric W. Weisstein, « Steiner Circle », sur MathWorld
- (en) Eric W. Weisstein, « Steiner Deltoid », sur MathWorld